# Knorr
Knorr – marka produktów spożywczych należąca do Unilever. Jej założycielem był niemiecki przedsiębiorca Carl Heinrich Knorr.

## Produkty marki Knorr
- Buliony
- Dania gotowe
- Fixy
- Gorący Kubek
- Nudle
- Przyprawy
- Puree ziemniaczane
- Sosy
- Zupy

## Historia
- 15 maja 1800 – urodził się Carl Heinrich Knorr w Meerdorf, niedaleko Brunszwiku, w Niemczech
- 1838 – C. H. Knorr wybudował fabrykę do suszenia i mielenia cykorii w Heilbronn; po serii doświadczeń z suszeniem warzyw i przypraw smakowych rozwinął system ich konserwowania z zachowaniem naturalnych składników
- 1873 – pierwsze próby pakowania zup, będących początkowo mieszanką mąki, suszonych warzyw i grzybów
- 1889 – firma Knorr wprowadziła na rynek „Erbswurst” – koncentrat do zupy z przyprawami
- 1908 – wprowadzenie nowego produktu Fix; marka Knorr otwiera swoją siedzibę we Wrocławiu
- 1912 – kolejny nowy produkt na rynku – kostki bulionowe
- 1932 – powstały Zakłady Wyrobów Odżywczych Knorr w Poznaniu, od tego momentu produkty Knorr są dostępne w Polsce
- 1945 – recesja na rynku związana z II wojną światową spowodowała zniknięcie produktów Knorr w Polsce
- 1992 – powrót marki Knorr na Polski rynek w efekcie prywatyzacji poznańskiej CPC Amino
- 2000 – marka Knorr stała się własnością koncernu Unilever.